# Rosario Central
Club Atlético Rosario Central este un club de fotbal argentinian cu sediul în Rosario. Este a șasea cea mai populară echipă din Argentina. Clubul a câștigat de patru ori titlul de Primera División Argentina (în 1971, 1973, 1980, și 1987) și o dată Cupa Conmebol.